# 防煙門

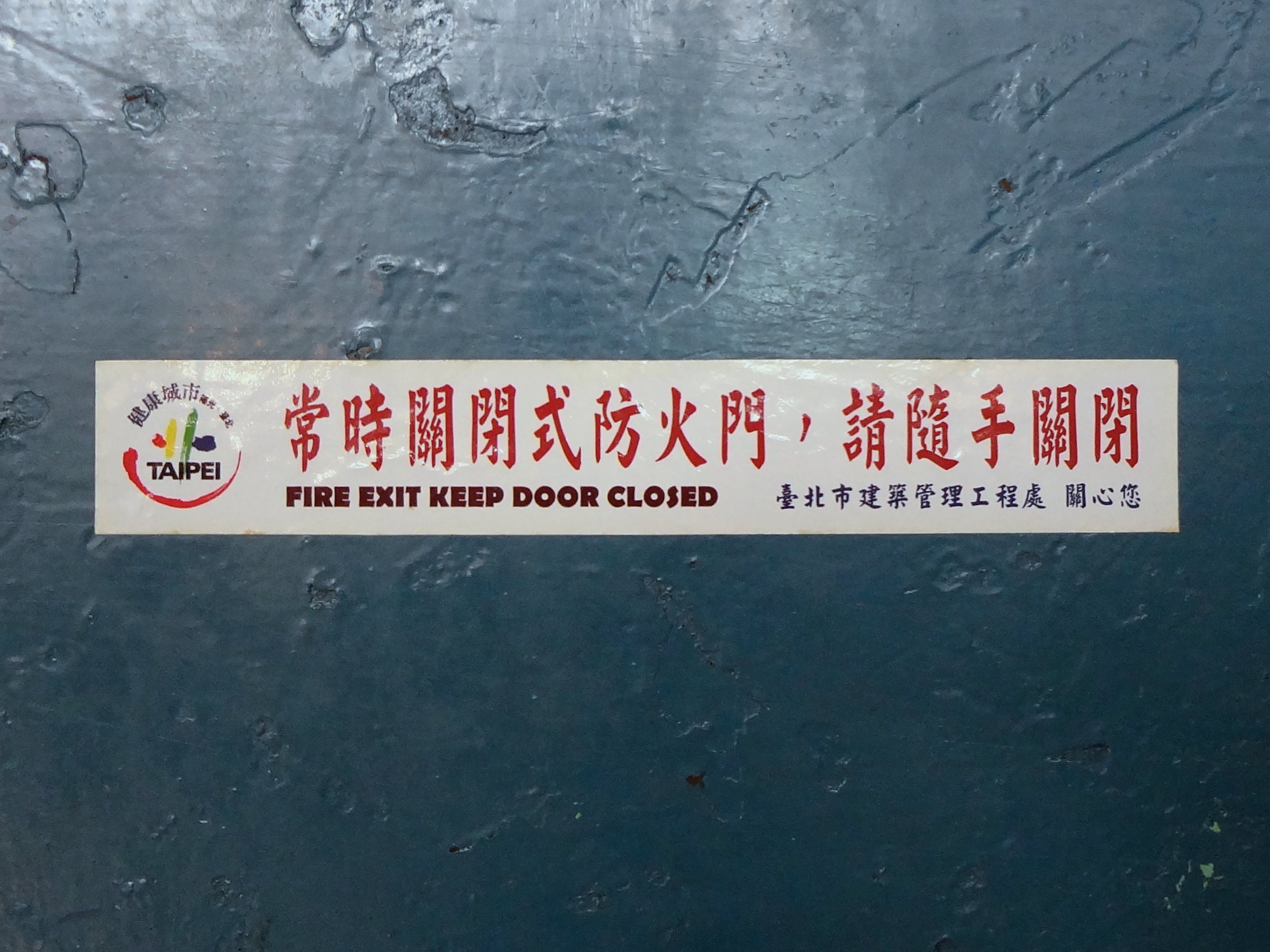
萬年大樓的防煙門，在火警時才能發揮功效。為逢到防煙門經常掩蔽的目的，此門必須安裝自動關門系統。有些甚至是電子控制

防煙門，又稱防火門，是用來維持走火通道的耐火完整性及提供逃生途徑的門。其目的是要確保在一段合理時間內（通常是逃生時間），保護走火通道內正在逃生的人免受火災的威脅，包括阻隔濃煙及熱力。另外按照常用的建築規定，就算是普通的木質家用門也應有一定防火性能，緊急情況下可以考慮待在有新鮮空氣的普通房間，僅廁所門因為安全因素，可以以容易破壞的鋁或塑膠製作，但也失去火場下的救生功能。

## 耐火要求

### 完整性
在合理時間內，防煙門必須能保持走火通道的完整性，避免火勢直接漫延至走火通道內，導致更大量的火警傷亡。這包括兩方面：
1. 防煙門必須在燃燒底下，在合理時間內，仍然保持良好狀況，即沒有嚴重變形或破裂等情況。
2. 防煙門必須保持常關，避免失去阻隔的功能。

### 隔熱性
在合理時間內及一些特定的地方，防煙門必須避免過度傳熱，致使火災在防煙門仍在關閉的情況下，漫延至走火通道內。

## 材料
有木质防火门、钢质防火门、钢木防火门、其他防火门等:
- 木质防火门
  - 用难燃木材或难燃木材制品作门框、门扇骨架、门扇面板，门扇内若填充材料，则填充对人体无毒无害的防火隔热材料，并配以防火五金配件所组成的具有一定耐火性能的门。
- 钢质防火门
  - 用钢质材料制作门框、门扇骨架和门扇面板，门扇内若填充材料，则填充对人体无毒无害的防火隔 热材料，并配以防火五金配件所组成的具有一定耐火性能的门。
- 钢木质防火门
  - 用钢质和难燃木质材料或难燃木材制品制作门框、门扇骨架、门扇面板，门扇内若填充材料，则填充对人体无毒无害的防火隔热材料，并配以防火五金配件所组成的具有一定耐火性能的门。
- 其他材质防火门
  - 采用除钢质、难燃木材或难燃木材制品之外的无机不燃材料或部分采用钢质、难燃木材、难燃木材 制品制作门框、门扇骨架、门扇面板，门扇内若填充材料，则填充对人体无毒无害的防火隔热材料，并配以防火五金配件所组成的具有一定耐火性能的门。

## 安裝
1. 防煙門的開啟方向必須與走火方向一致，以減低逃生的時間。
2. 在防煙門上安裝玻璃，以方便開啟的一方留心了解另一方的狀況，避免意外。
3. 防煙門的門扇在開啟時不會造成走火通道闊度的縮減。

## 国家标准
- 《中华人民共和国防火门验收规范》GB12955-2008； GB16809—2008《防火窗》

## 參看
- 隔火層
- 消防演習